# Vodní nádrž Větřkovice
Vodní nádrž Větřkovice se nachází v oblasti Podbeskydské hornatiny, 400 metrů východně od stejnojmenné vesnice Větřkovice a 2 kilometry severovýchodně od Kopřivnice. Hráz byla postavena v letech 1973 až 1975 pro potřeby závodu Tatra, pro akumulaci vody a dodnes je pro tento účel využívána. Uvedena do provozu byla v roce 1976. Hráz je sypaná zemní, v koruně je 460 metrů dlouhá, 15 metrů vysoká a 4 metry široká. Rozloha vodní plochy je cca 19,3 hektaru a maximálně dokáže zadržet vodu o objemu 1 090 000 m³. Na přehradě není postavena vodní elektrárna. Plocha povodí je pouze 2,3 km².[zdroj?]

## Historie
Přehrada byla vybudována v letech 1973–1975 jako zásobárna vody pro Tatru v Kopřivnici a nahradila čerpací stanici na Mlýnské struze v Drnholci. Dne 21. listopadu 1975 byla přehrada, po 28 měsících výstavby, oficiálně předána. Náklady na stavbu dosáhly 25 milionů korun.[zdroj?]
Kvůli dlouhotrvajícímu nedostatku srážek došlo v 10. letech 21. století k prudkému poklesu hladiny vody v nádrži, takže bylo nutné nákladné doplňování vody z Lubiny. Začátkem roku 2016 provedl majitel stavby Tatra Trucks přestavbu nádrže. V létě 2019 byla otevřena nová budova bufetu se sociálním zařízením.[zdroj?]

## Okolí nádrže
Přístup k nádrži je umožněn pomocí systému cest a přístupnost je zvětšena pomocí placeného parkoviště, umístěného 200 metrů západně od hráze. Nádrž slouží jako přírodní koupaliště a i když je v majetku společnosti Tatra Trucks, je k umožněn přístup. Na severním břehu u hráze je travnaté koupaliště a na severním konci hráze je občerstvovací stánek. Na jihovýchodním břehu je nudistická pláž.